# Neptune dans l'art
Depuis l'assimilation de Neptune à Poséidon (voir Neptune), le premier a hérité de la plupart des attributs de son homologue grec. Communément, on en est venu à associer le nom de Neptune à des représentations qui ont en réalité pour objet le dieu grec Poséidon. Cependant, comme c'est le cas pour les divinités romaines, le dieu Neptune n'a pas, avant l'influence grecque, de représentation anthropomorphique. C'est pour cela que bien souvent, l'imagerie correspondant au dieu Poséidon sert à représenter la divinité romaine Neptune.
Fils de Cronos, frère de Zeus et Hadès, Poséidon fait partie des douze grands olympiens, et commande à la mer et aux eaux en général.

## Iconographie de Poséidon

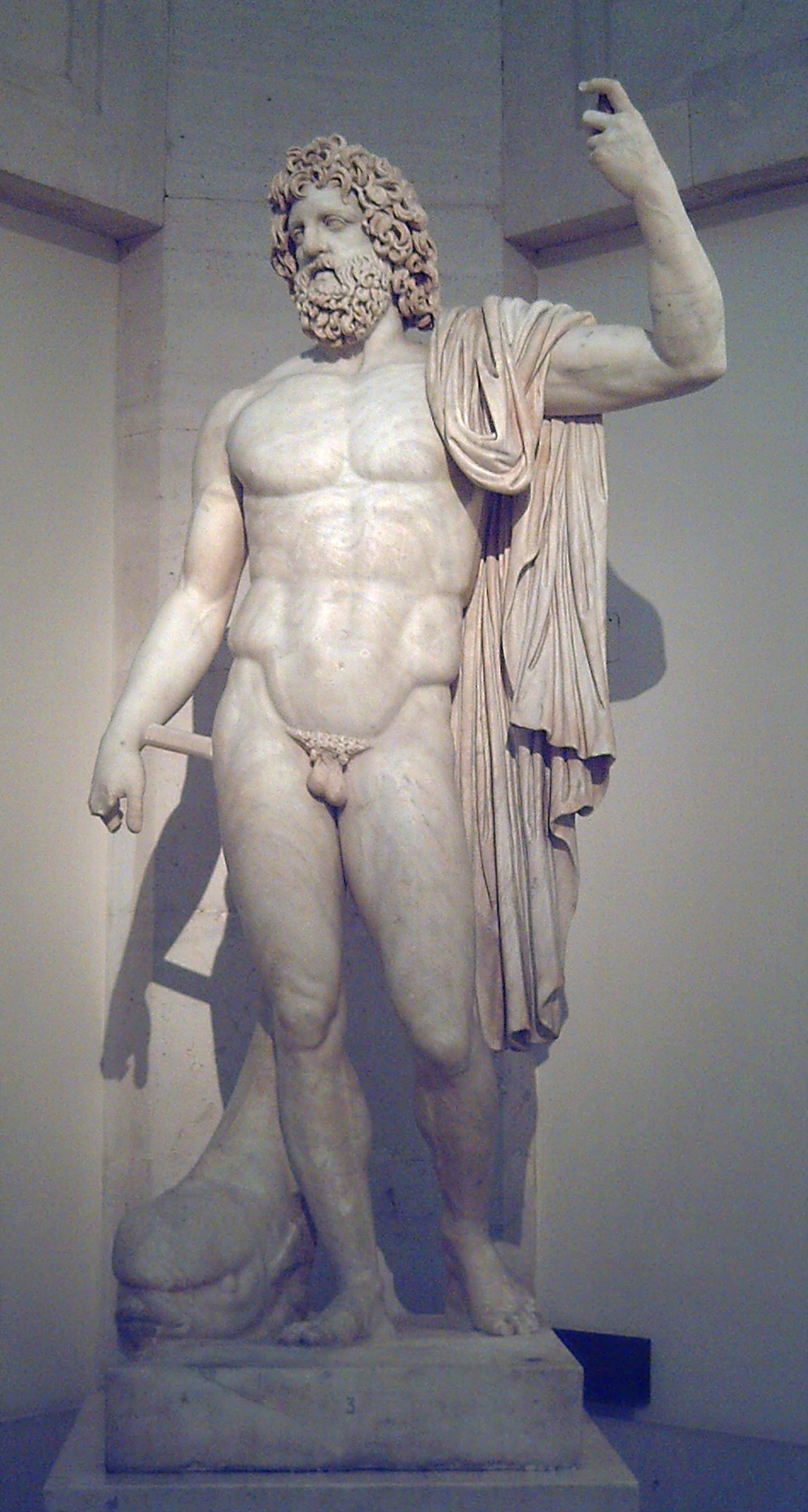
Statue romaine (130–140, Prado, Madrid)
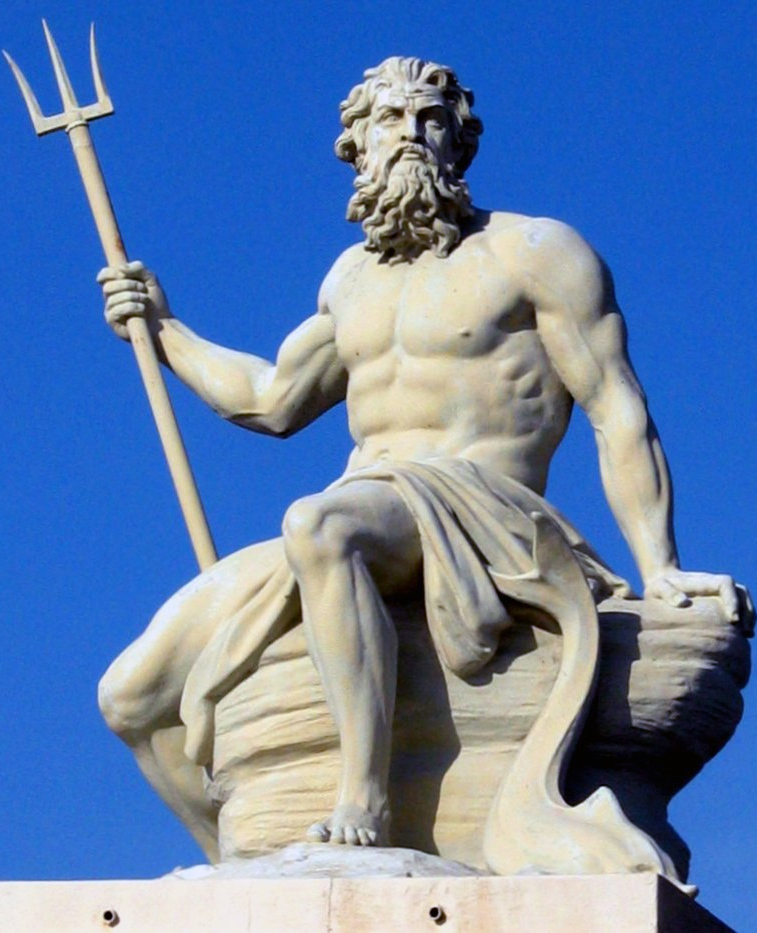
Poséïdon, sculpture de Copenhague, tient un trident et est accompagné d'un dauphin
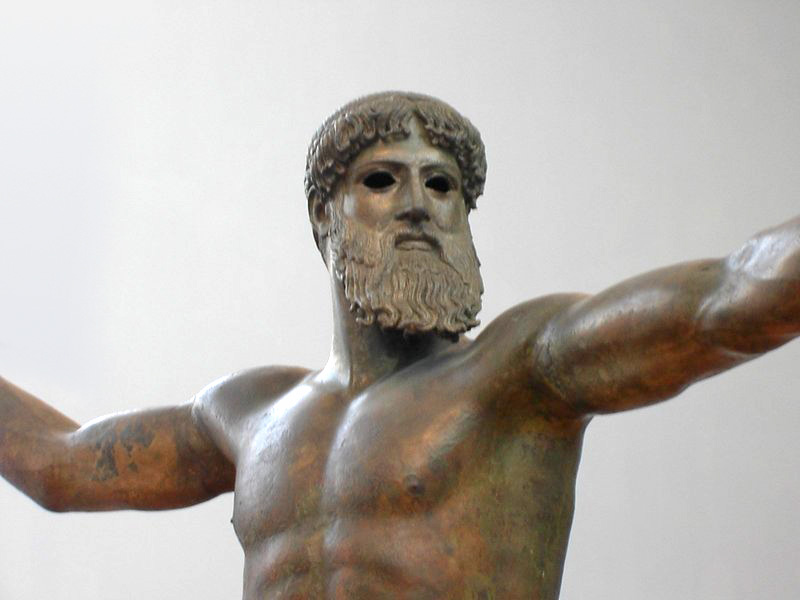
Poseidon ou Zeus du cap Artémision
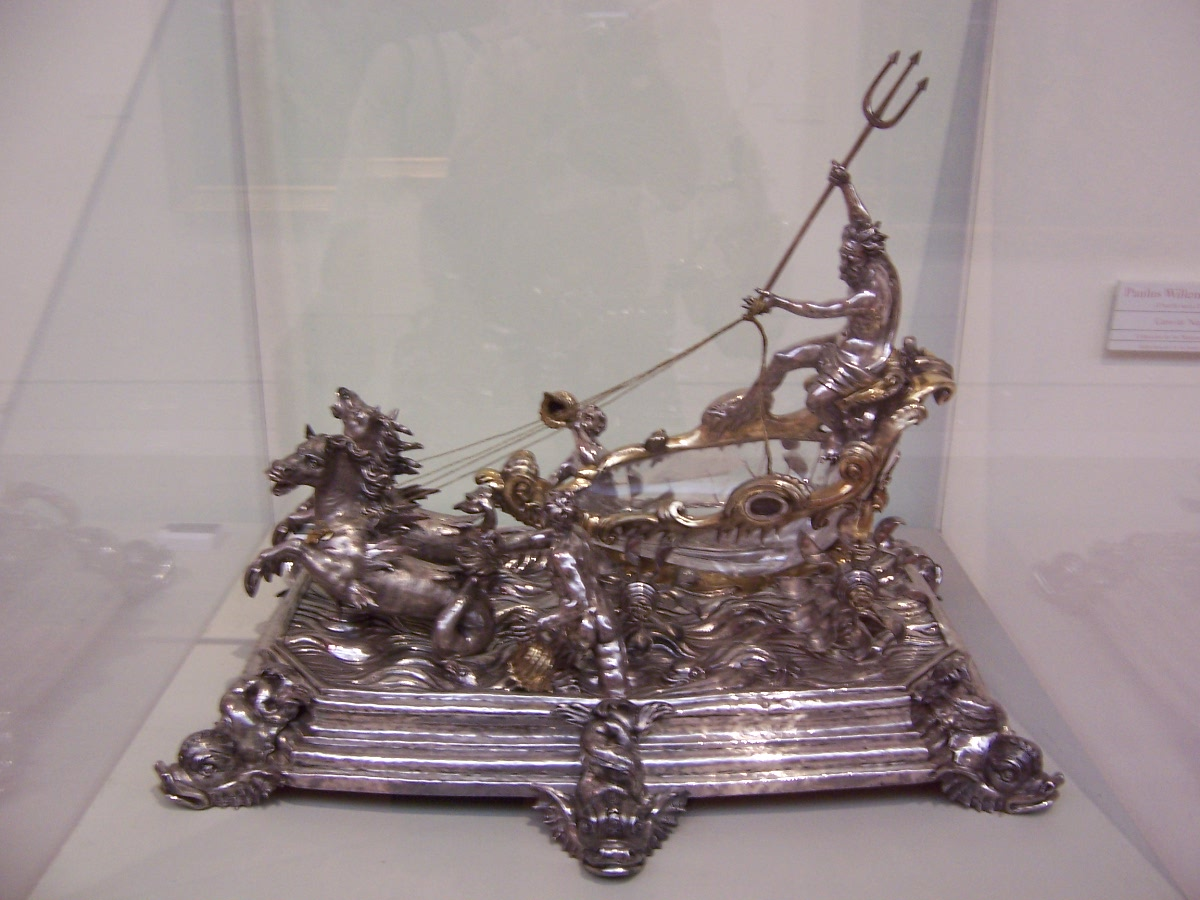
Neptune sur son char, surtout de table en argent, musée des beaux-arts de Séville
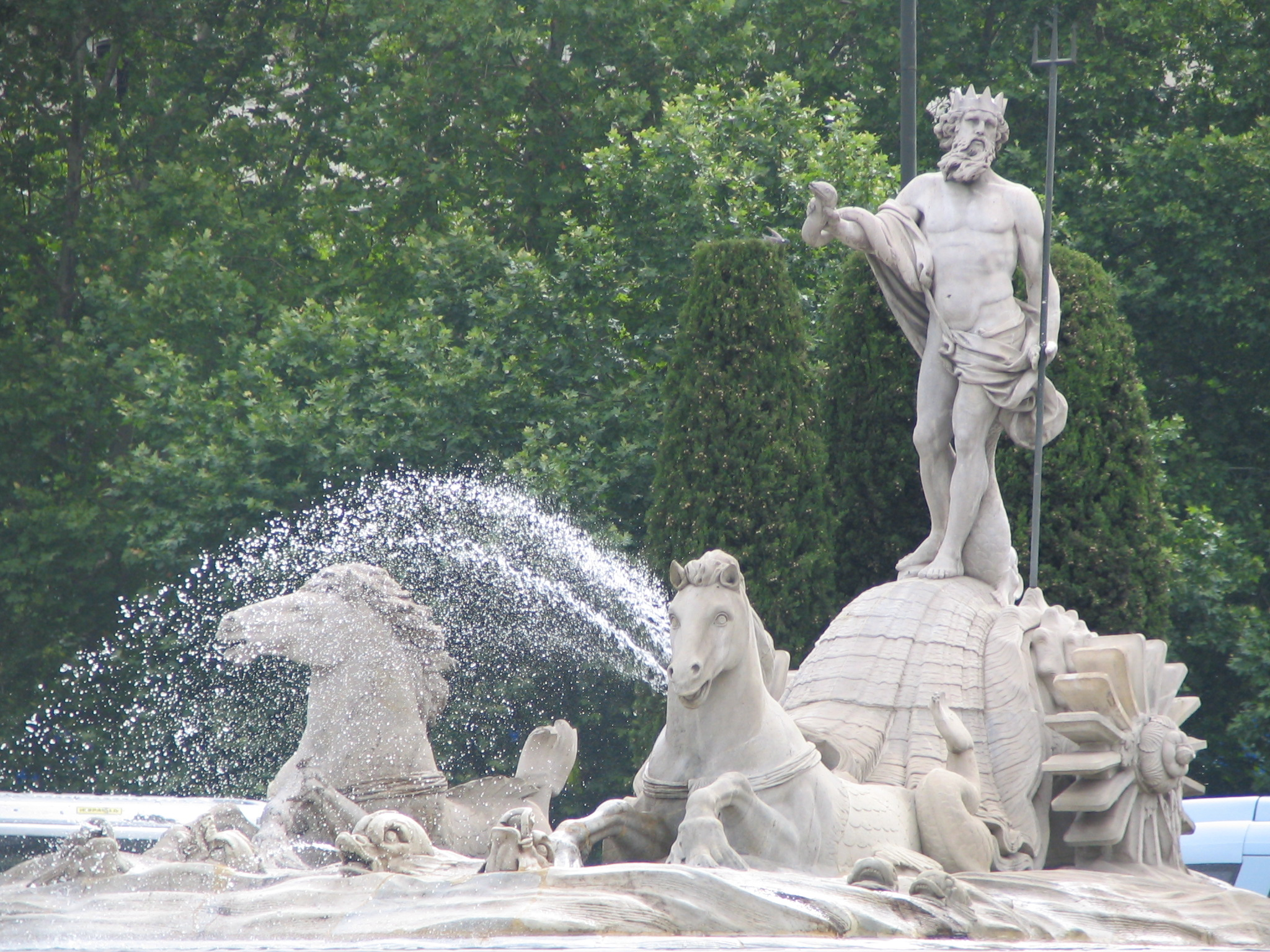
Fontaine de Neptune, Madrid : Neptune dans son élément
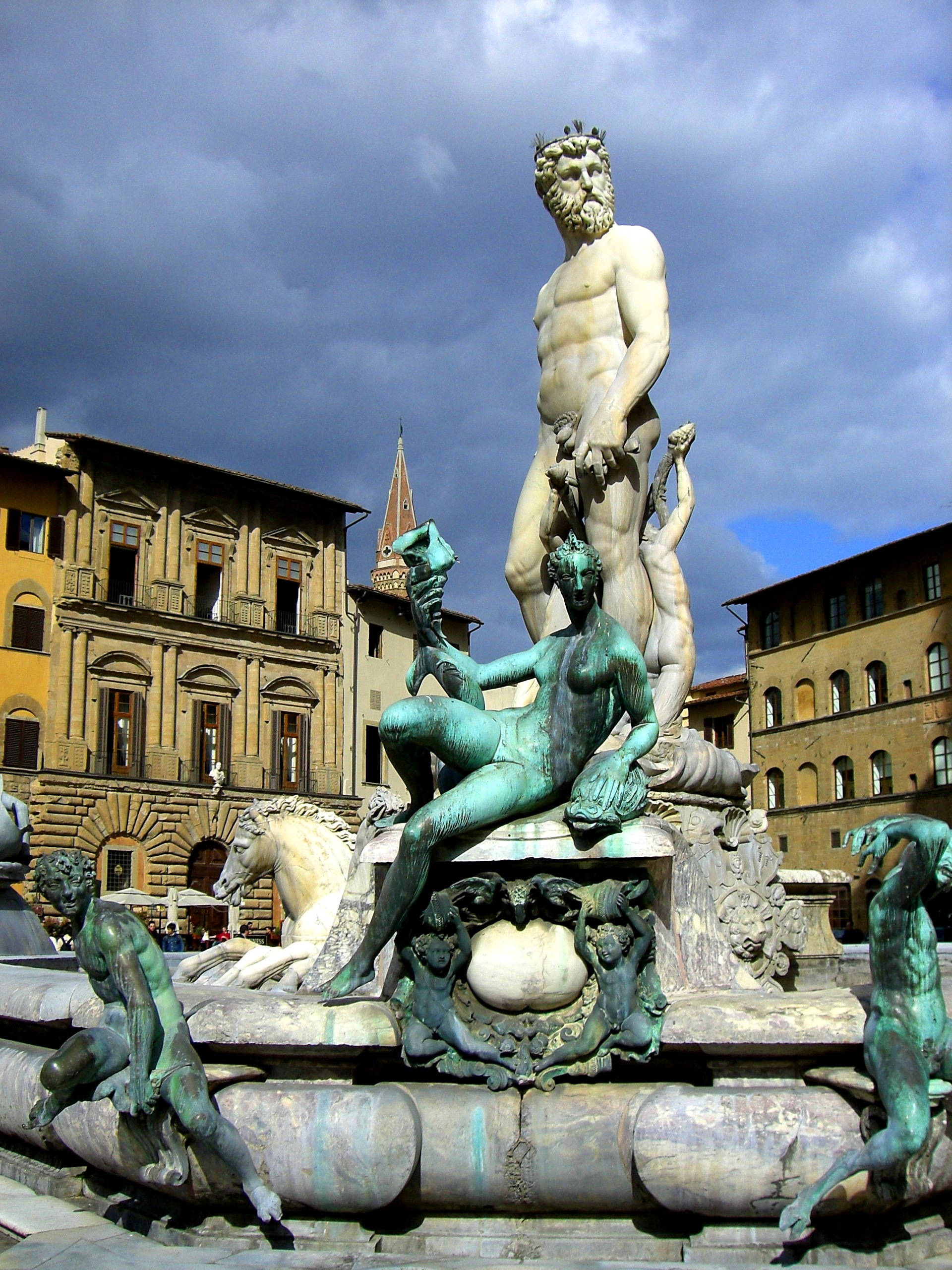
Fontaine de Neptune de Bartolomeo Ammannati, Piazza della Signoria à Florence
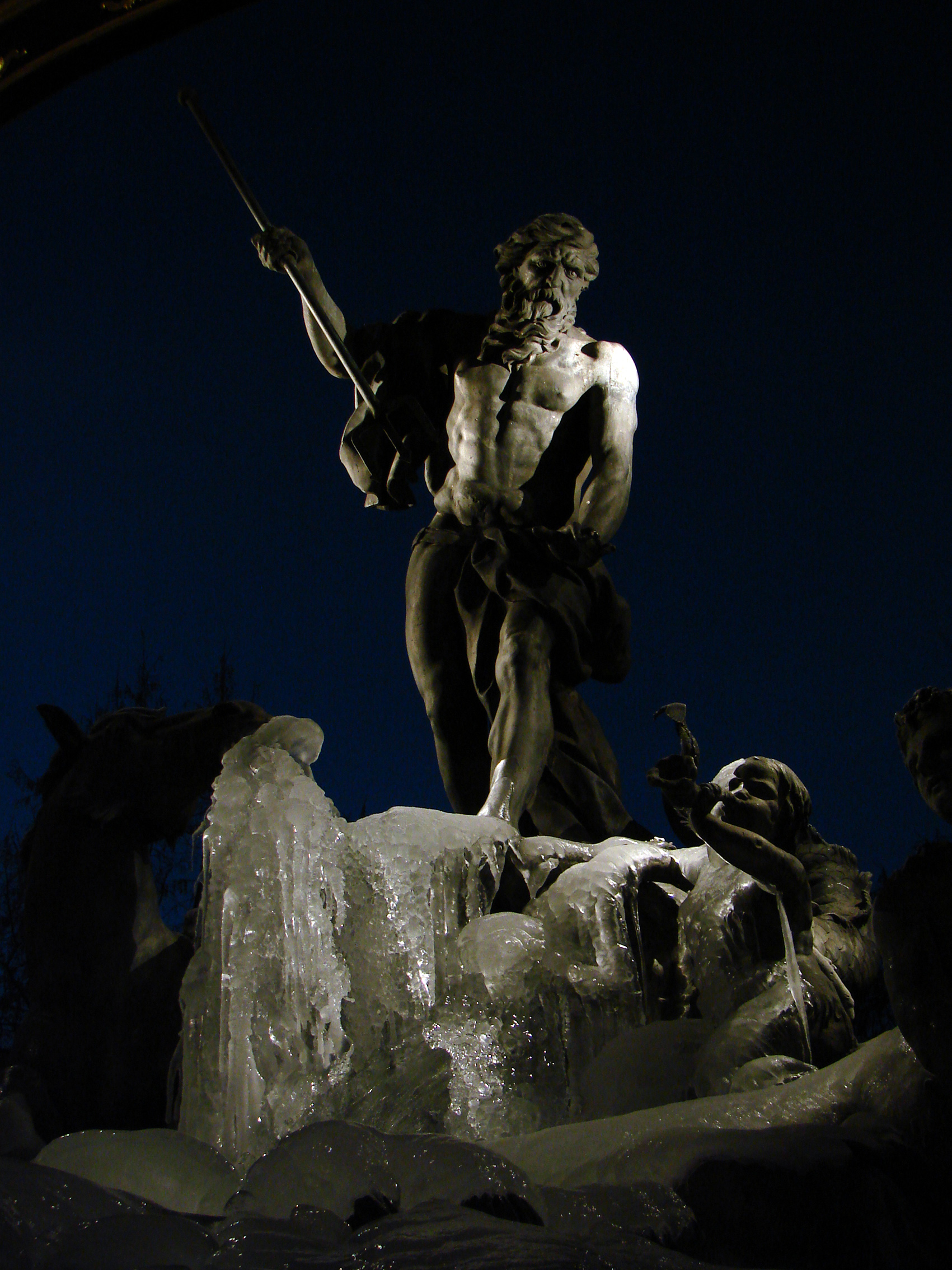
Fontaine de Neptune, place Stanislas à Nancy.
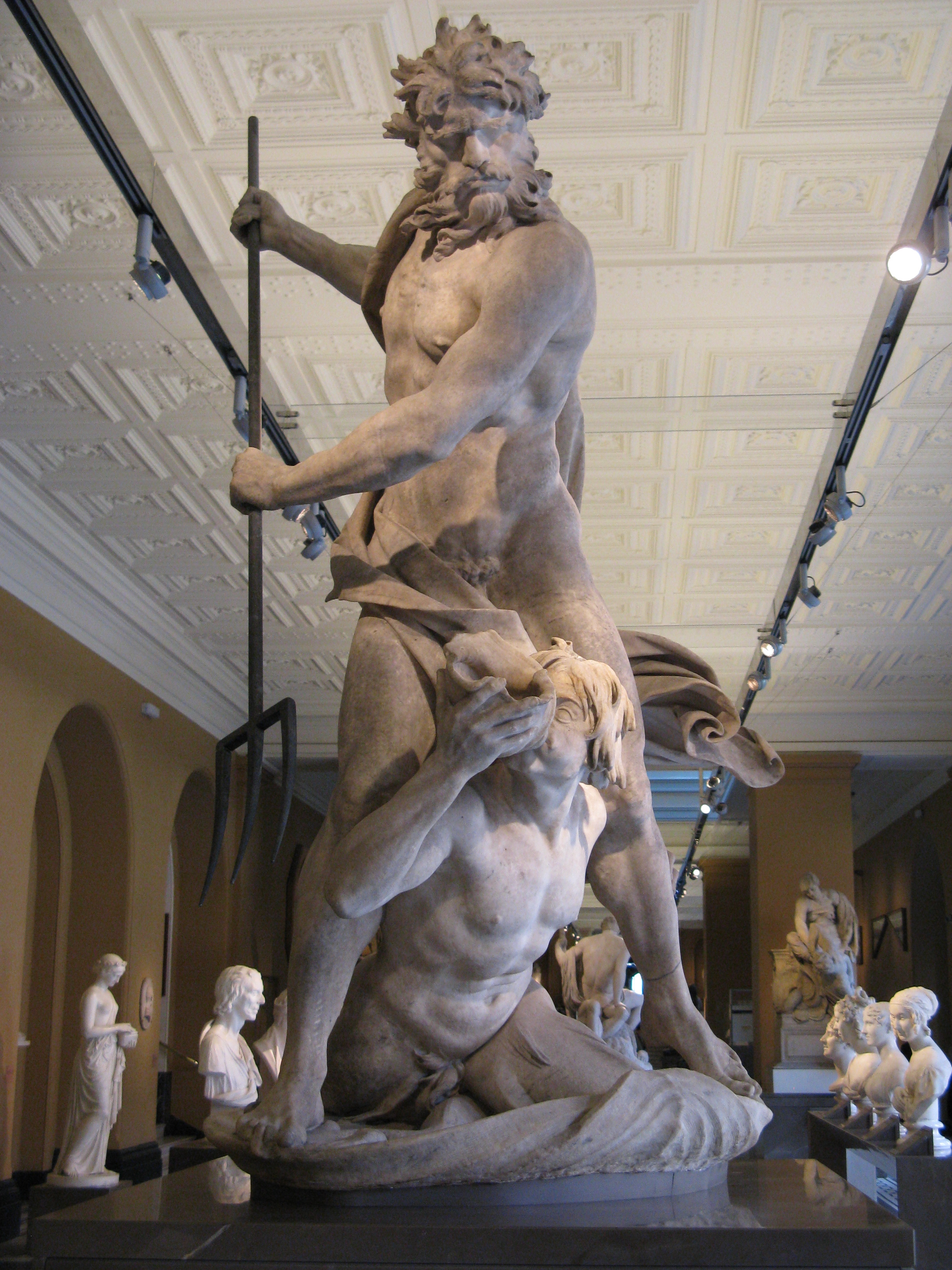
Neptune et Triton, par Le Bernin, 1622-1623, Victoria and Albert museum, Londres.

## Amours de Poséidon

### Amphitrite

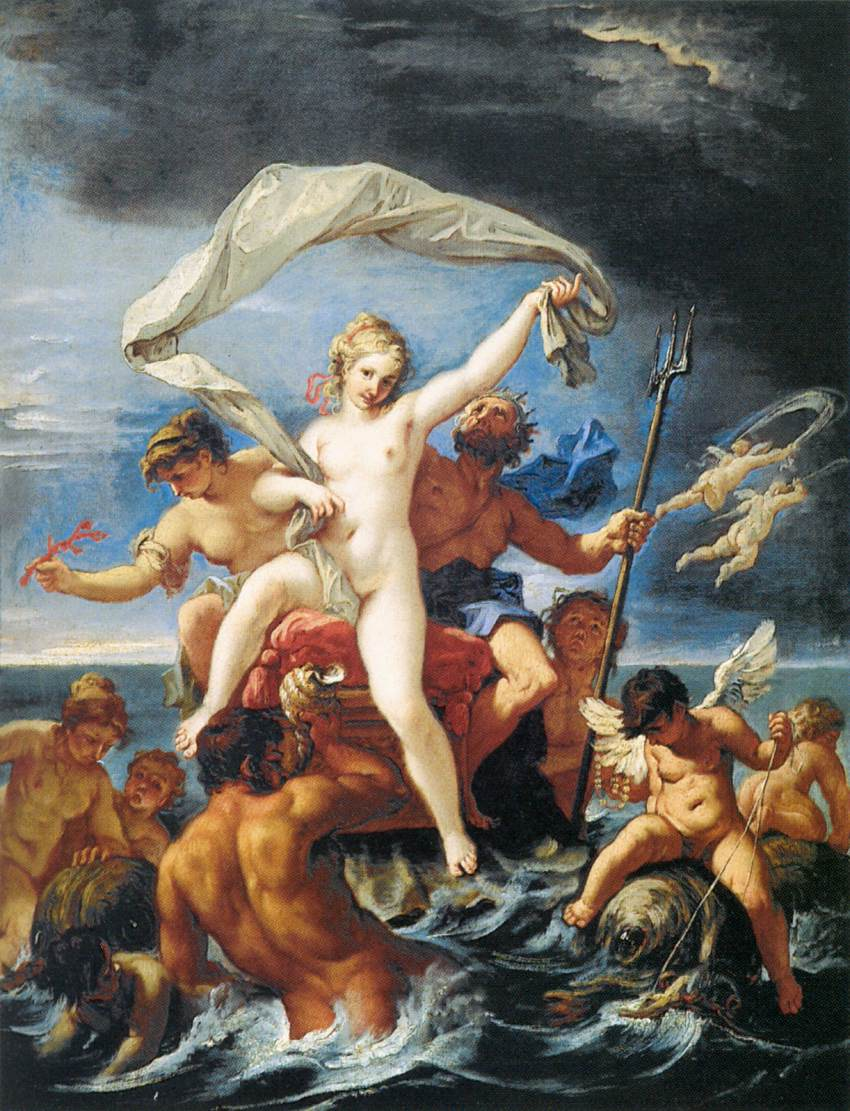
Neptune et Amphitrite, 1691-1694
par Sebastiano Ricci
Musée Thyssen-Bornemisza, Madrid

Amphitrite, fille de Nérée, épouse Poséidon après avoir été poursuivie par lui. Elle vit avec lui dans la mer, et, dans les œuvres antiques, apparaît à ses côtés dans les assemblées olympiennes. Le thème de son mariage existe aussi, traité en général comme un cortège triomphal, et on peut citer une mosaïque romaine, provenant de Constantine et conservée au Louvre où elle se tient aux côtés de son mari sur son char mené par des hippocampes. 
Chez les modernes, on trouve de même Amphitrite aux côtés de son mari, comme dans un groupe sculpté du Louvre (1683), destiné au château de Marly, ou peinte par Ricci (Musée Thyssen-Bornemisza, Madrid). Poussin, vers 1634, peint un triomphe d'Amphitrite où la déesse, sur un char occupe le centre de la composition, et un bassin du château de Versailles lui est spécialement dédié. On pourrait également citer un triomphe d'Amphitrite, de Tiepolo, peint en 1740 et conservé à la Gemäldegalerie à Dresde, ou encore une composition de Rubens, détruite pendant la Seconde Guerre mondiale, qui montrait Amphitrite debout, s'appuyant sur Neptune à côté des flots.

### Méduse
De son amour avec la gorgone Méduse, Poséidon donne naissance au cheval ailé Pégase. Celui-ci sort de la blessure de Méduse décapitée par Persée, comme le montrent des représentations antiques, telles la métope du temple C de Sélinonte, conservé au musée archéologique de Palerme, ou un lécythe attique conservé au Metropolitan Museum of Art.

### Amymoné
Fille du roi d'Argos Danaos, Amymone est envoyée par son père à la recherche d'une source, alors que le pays subit une sécheresse infligée par Poséidon. Après une longue marche, elle s'endort, et n'est sauvée d'un satyre malintentionné que grâce à l'intervention du dieu marin, qui fit jaillir une source d'un coup de trident par la même occasion. Son union avec Poséidon donne naissance à Nauplios. 
Dans l'antiquité, deux épisodes sont représentés : l'attaque d'Amimoné par le satyre et la rencontre avec Poséidon. La mosaïque de Paphos, datée du IIIe siècle, représenté justement cet instant, les amants étant survolés par un petit amour. Les modernes représentent parfois le moment où Neptune défend Amymoné, comme le fait Boucher en 1764. Noël Nicolas Coypel représente le char marin de Poséidon sur la gauche, l'enlèvement d'Amymoné au centre et la source sur la droite, dans son tableau conservé au musée des beaux-arts de Valenciennes, et Van Loo[Lequel ?], en 1757, reprend un peu la même iconographie, tout en suivant plus fidèlement les sources littéraires.

### Autres amours

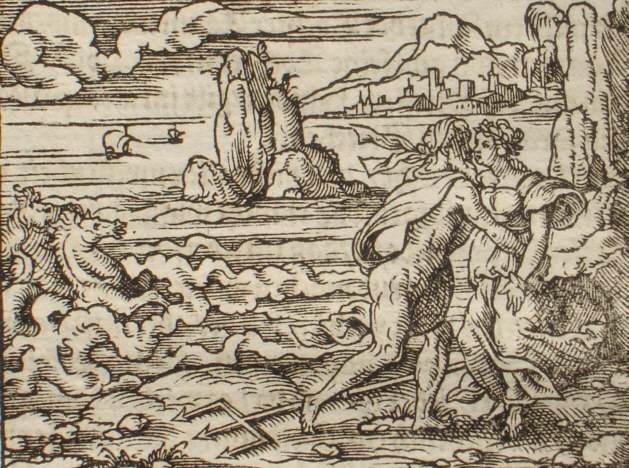
Poséidon et Cénis, gravure sur bois

Poséidon connaît quelques autres amours, notamment avec Coronis, qui se transforme en corneille pour lui échapper, ou Cénis, qu'il métamorphose, après l'avoir violée, en un homme invulnérable, Cénée. Celui-ci participe à la guerre contre les centaures et sera de nouveau métamorphosé, en femme ou en oiseau selon les sources, après sa mort. Ces scènes sont très rarement représentées, même si on connaît quelques exemples de Poséidon embrassant Cénis.

## Autres représentations

### Allégories

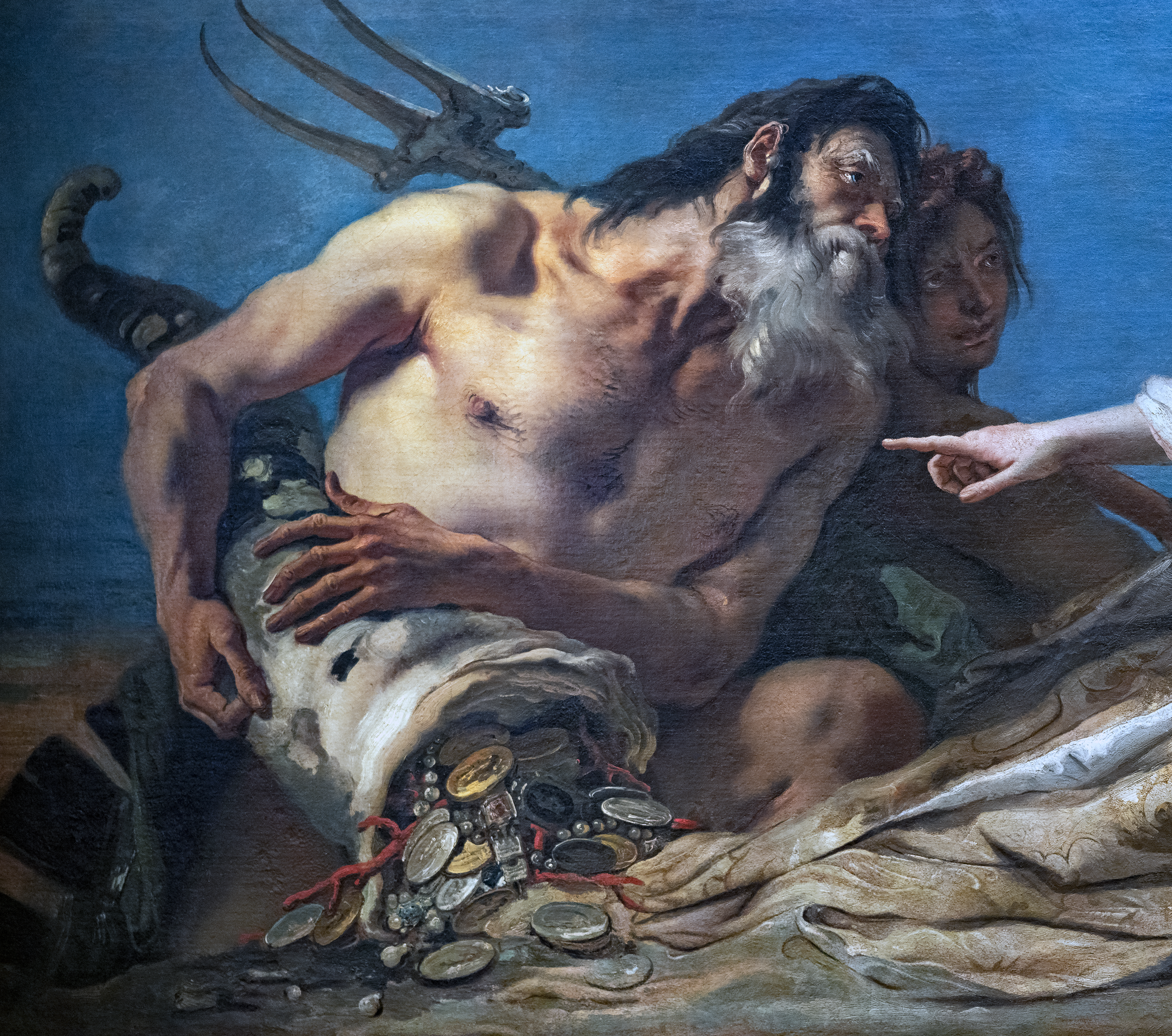
Allegorie de Neptune par Giambattista Tiepolo
Palais des Doges Venise

L'image de Poséidon peut être utilisée dans des allégories pour signifier la puissance maritime. Les Vénitiens, comme Véronèse au palais ducal (1575-77, salle du collège) aiment tout particulièrement cette image, en rapport évident avec leur situation géopolitique. 
Ce fut le cas aussi des marchands de la VOC (Compagnie néerlandaise des Indes orientales) qui utilisaient parfois cette figure dans leur blason pour symboliser leur place de premier rang dans le commerce maritime .